# لخمیان

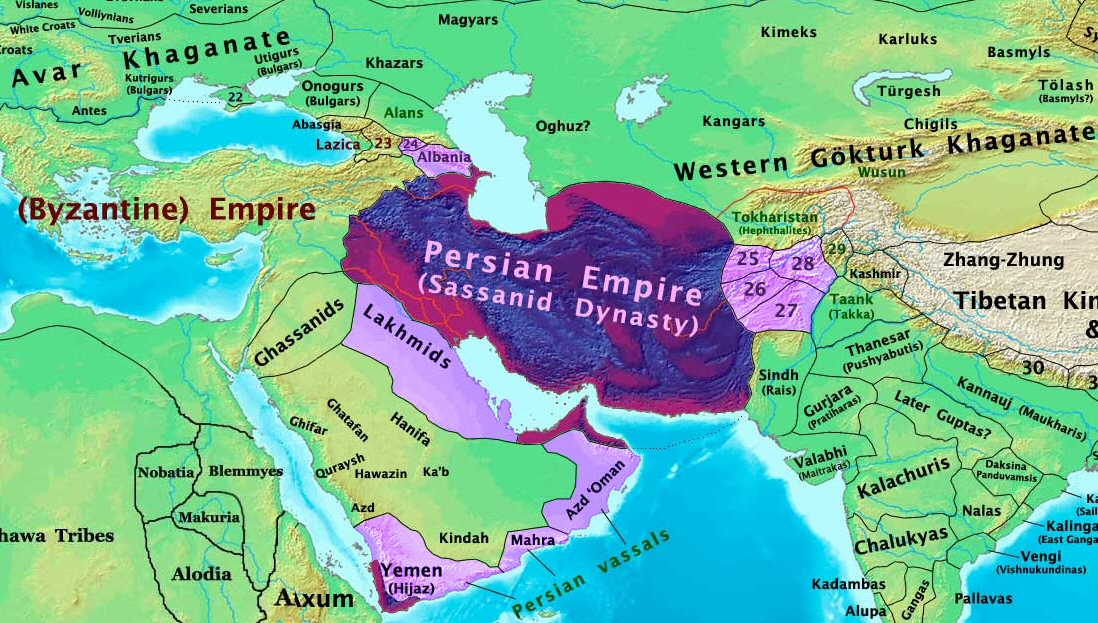
گستره قلمرو تحت حکومت ساسانیان و لخمی‌ها در سال ۶۰۰ میلادی

لَخمی‌ها یا بنی‌لخم یا مناذره یا دودمان لخمی نام پادشاهی عربی بود که در میان سده‌های سوم تا ۶۰۲ میلادی در جنوب عراق و عربستان شرقی به پایتختی حیره حکومت کردند. این حکومت وابسته و دست نشانده امپراتوری ساسانی بود.
قدرت دودمان لخمی به متحدان عرب آنها در سرزمین بحرین و یمامه گسترش یافت. هنگامی که خسرو پرویز، نعمان سوم، آخرین فرمانروای لخمی را برکنار و اعدام کرد، متحدان عرب او در نجد قیام کرده و ساسانیان را در نبرد ذوقار شکست دادند، که منجر به از دست دادن کنترل ساسانیان بر عربستان شرقی شد. پیروزی در ذی‌قار باعث برانگیختن اعتماد به نفس و اشتیاق در میان اعراب شد که به عنوان آغاز عصر جدیدی تلقی می‌شد.
خاستگاه نخستینشان یمن بود و در سده‌های دوم و یکم پیش از میلاد به سوی شمال عربستان، عراق، اسراییل و سوریه کوچیدند. آنان در آغاز کیش بت‌پرستی داشتند، سپس مسیحی نسطوری شدند و پس از چیرگی مسلمانان دین اسلام را پذیرفتند. لخمی‌ها دست‌نشانده ساسانیان بوده و از متحدان آنان در جنگ‌های ایران و روم بودند. دشمن آن‌ها غسانیان یا بنی‌غسان در سوریه و اردن، پیرو امپراتوری بیزانس (روم شرقی) بودند.
ویرانه‌های حیره امروزه در ۳ کیلومتری جنوب کوفه و در کرانهٔ باختری فرات جای‌ دارد.

## تاریخچه
طایفهٔ لخم از طایفه جذام مشتق شده‌بود. آن‌ها تبار خود را از سوی مادری به پادشاه افسانه‌ای جذیمه ابرش می‌رساندند. رهبر نخستین لخمیان امرو قیس نام داشت و او نیز فرزند عمرو بن عدی بود. این عمرو قیس که در آرزوی برپایی پادشاهی‌ای مستقل بود بسیاری از آبادی‌های عرب را به چنگ آورد و به فراهم آوردن نیروی دریایی تا کرانه‌های بحرین پیشروی نمود. در آن زمان ایران در گیرودار جنگ درونی بود. پس عمرو قیس از این فرصت بهره برد و به کرانه‌های جنوبی ایران ساسانی تاخت.
در ۳۲۵ میلادی شاپور دوم شاهنشاه ساسانی برای سرکوب آن‌ها با لشکری به حیره تاخت. عمروقیس از کنستانتیوس دوم امپراتور روم شرقی یاری خواست ولی درخواستش پذیرفته نشد و ایرانیان بر حیره دست‌یازیدند. شاپور دستور داد به مجازات تازش به پارس شانهٔ شورشیان را سوراخ کنند و از آن ریسمانی بگذرانند، این کار سبب شد تا عرب‌ها شاپور را ذوالاکتاف یا شانه‌سُنب بخوانند.
سپس شاپور اوس بن قلام را بر تخت حیره نشاند و دولت حیره را تابع ایران کرد و سدی میان ایران و تازیان گذارد تا از تازش‌های آیندهٔ این قوم به درون ایران پیش‌گیری کند. در ۳۳۰ میلادی اوس بن قلام در شورشی کشته شد و عمرو پسر عمرو قیس جای او را گرفت ولی لخمیان پیرو ساسانیان و در مقابل، غسانیان پیرو روم و دشمن لخمیان باقی ماندند.
پادشاهی لخمی‌ها مرکز مهم مذهب نسطوری بود و ساسانیان در ستیز با مسیحیت ارتدوکس رومی، پشتیبان این مذهب بودند. لخمی‌ها بارها با غسانیان زد و خورد داشتند و بازتاب این درگیری‌ها در شعرهای دورهٔ جاهلی عرب بازتاب یافته‌است.

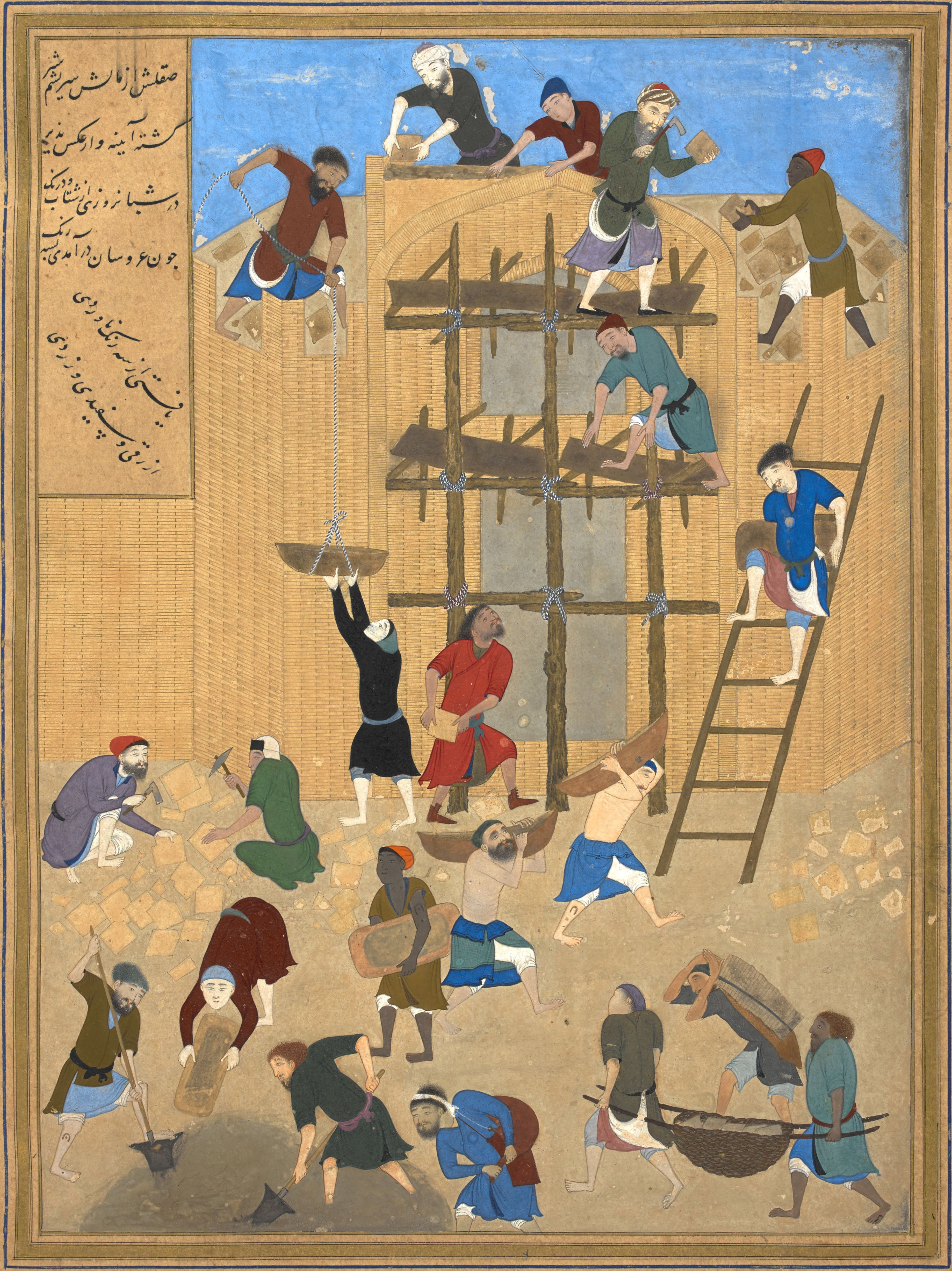
ساخت کاخ خورنق، اثری از کمال‌الدین بهزاد

نعمان یکم شاه لخمی در روزگار یزدگرد یکم می‌زیسته‌است. ساخت کاخ خورنق را از او می‌دانند. او مسیحی نبود ولی با مسیحیان به پیروی از یزدگرد به نرمی رفتار می‌کرده‌است. پسر او نعمان از پشتیبانان بهرام گور در رسیدن به شاهی بود. او که پادشاهی نیرومند بود در جنگ‌های میان ایران و روم نیز به سود ایرانیان بسیار کوشید. منذر سوم دیگر شاه لخمی نیز پادشاهی شکوهمندی داشته و هم روزگار با قباد بوده‌است اما چون او دین مزدک را نپذیرفت، قباد، حارث بن عمرو کندی را که آیین مزدک را پذیرفته بود به پادشاهی حیره رسانید. او به پشتیبانی شاهنشاه ایران تا نجد عربستان پیش‌روی کرد و هر یک از پسرانش را به سالاری طایفه‌ای از عرب رساند. ولی در روزگار انوشیروان دوباره طایفه لخمی بر سر کار حیره نشانده شدند.
با مرگ منذر سوم پسرش عمرو به پادشاهی رسید. او را فردی خودپسند و درشت‌خوی خوانده‌اند که سرانجام به دست کسی به نام عمرو بن کلثوم کشته شد. پس از او برادرانش قابوس و منذر، هر یک چندی به پادشاهی رسیدند.
لخمی‌ها تا به‌طور تقریبی تا سال ۶۰۲ میلادی (سال دقیق زندانی شدن و قتل نعمان سوم به‌درستی مشخص نیست) بر سر کار بودند. در این زمان خسرو پرویز بر نعمان سوم پسر منذر و ملقب به ابوقابوس واپسین شاه این دودمان بدگمان شد و او را کشت و به روایتی در زیر پای فیل افکند. دلیل این بدگمانی را برخی این نوشته‌اند که او شکست خود از بهرام چوبین را قصور نعمان می‌دانست. برخی نیز پیروی نعمان از آیین نسطوری که مخالف با کیش همسر رومی خسرو بوده را موجب دسیسه برای کشتنش دانسته‌اند. از آن پس سرزمین زیر فرمان لخمی‌ها، به‌طور مستقیم زیر نظر شاهنشاهی ایران کنترل می‌شد.
خسرو پرویز بعد از کشتن نعمان سوم، ایاس بن طائی را به جای وی والی حیره و تمامی ولایاتی کرد که به دست نعمان بود. ایاس قریب ۹ سال نظر به روایات با نظارت و همدستی یک نمایندهٔ ایرانی به نام نخیرگان حکومت می‌کرد.
در سال ۶۱۸ میلادی پس از ایاس یک حاکم ایرانی به اسم آزادبه قریب به ۱۷ سال تا سال ۶۳۳ میلادی در آن خطه حکومت داشت. پسر نعمان سوم که منذر نام داشت و به منذر پنجم و غرور معروف شد، باز پس از چندی در سال ۱۱ هجری در موقع ارتداد قبائل عرب در بحرین سری بلند کرده و به ریاست عرب‌های مرتد انتخاب شد و چند ماهی امارت کرد ولی در جنگ جواثا یا یکی از جنگ‌های مقارن آن به دست مسلمین کشته شد و تسلطی در حیره نداشت.
در سدهٔ هفتم سرانجام عرب‌های مسلمان بر حیره دست یازیدند و شهر کوفه را در نزدیکی حیره برپا داشتند که به زودی جای آن شهر را گرفت. تاریخ‌دانان یکی از دلیل‌های سرنگونی ساسانیان را به دست عرب‌ها از میان برداشتن دولت حیره می‌دانند.

## فهرست پادشاهان لخمی
1. عمرو بن عدی[۶]- عمرو یکم(۲۶۸–۲۸۸ میلادی)
2. امروالقیس یکم (۲۸۸–۳۲۸)
3. اوس بن قلام (۳۲۵–۳۳۰)
4. عمرو دوم (۳۷۰–۳۸۲)
5. امروالقیس دوم (۳۸۲–۴۰۳)
6. نعمان یکم (۴۰۳–۴۳۱)
7. منذر یکم (۴۳۱–۴۷۱)
8. اسود بن منذر (۴۷۳–۴۹۳)
9. منذر دوم (۴۹۳–۵۰۰)
10. نعمان دوم (۵۰۰–۵۰۴)
11. القمه (۵۰۴–۵۰۷)
12. امروالقیس سوم (۵۰۷–۵۱۴)
13. منذر سوم (۵۱۴–۵۲۳)
14. حارث بن عمرو کندی (۵۲۳–۵۲۷)
15. منذر چهارم (۵۲۷–۵۵۴)
16. عمرو سوم (۵۵۴–۵۶۹)
17. قابوس بن هند (۵۶۹–۵۷۷)
18. فشرط عزید (۵۷۷–۵۷۸)
19. منذر پنجم (۵۷۸–۵۸۲)
20. نعمان سوم (نعمان بن منذر)(۵۸۲-سال مرگ دقیقاً مشخص نیست. ۶۰۲–۶۰۹)
21. ایاس بن طائی (۶۰۹–۶۱۸)
22. آزادبه پارسی (۶۱۸–۶۳۸)